# 8 tiros
8 tiros es una película de acción, thriller y drama argentina que se estrenó el 14 de enero de 2016 escrita y dirigida por Bruno Hernández. La película está protagonizada por Luis Ziembrowski, Daniel Aráoz y Leticia Brédice.

## Sinopsis
La película cuenta la historia de Juan Zanotti y la venganza a su hermano Vicente. Juan vuelve a la vida en el funeral de su propia madre. Allí se encuentra con Vicente, su hermano, quien lo creía muerto. Vicente es un mafioso rodeado de custodios. Sin saberlo, está siendo investigado por una oficial de narcotráfico, que viene siguiendo la causa desde hace años. En su camino Juan se reencontrará con personas de su pasado y hará todo lo posible para hacer justicia con aquellos a quienes les causó algún mal y con el claro objetivo de llevar a su hermano al lugar donde alguna vez, todo se derrumbó para ellos.

## Reparto
Daniel Aráoz como Juan
Leticia Brédice
Luis Ziembrowski como Vicente
Alberto Ajaka
Roly Serrano
María Eugenia Arboleda
Javier de Nevares
Facundo Espinosa
Alejandro Fiore
María Nela Sinisterra
Pasta Dioguardi
Mario Moscoso